# Henny Neumann-Bock
Henny Neumann-Bock (geboren 10. Januar 1855 in Thorn, Westpreußen, Königreich Preußen; ermordet 7. Dezember 1942 im KZ Theresienstadt) war eine deutsche Konzertsängerin und Übersetzerin.

## Leben und Wirken
Henriette Neumann stammte aus einer jüdischen Familie. Ihre Mutter Johanna (1816–1899) war eine Tochter des Arztes Gottlieb Kühlbrand, die Gedichte und Märchen schrieb und veröffentlichte, Henriettes Vater war Nehemias Neumann. Ihre nur wenig jüngere Nichte Luise Wolf, die in ihrer Familie aufwuchs, wurde ebenfalls Übersetzerin; ihr Cousin, der Kaufmann Heinrich Kurtzig, war auch als Schriftsteller tätig.
Henriette Neumann besuchte eine Höhere Mädchenschule und studierte Gesang an der Königlichen Hochschule zu Berlin. Anschließend war sie ein Jahr lang als Konzertsängerin und Gesangslehrerin tätig.
Danach heiratete sie den Rechtsanwalt Leo Bock und zog zu ihm nach Włocławek in Russisch-Polen.
Etwa seit 1891 lebte sie mit ihren Kindern in Wilmersdorf bei Berlin. In den folgenden Jahren übersetzte sie Texte aus dem Englischen, Französischen und Polnischen für Zeitungen und Zeitschriften, seit etwa 1907 auch Bücher aus dem Schwedischen und Dänischen.
Am 25. August 1942 wurde Henriette Bock aus Berlin in das Lager Theresienstadt deportiert, wo sie am 7. Dezember 1942 im Alter von 87 Jahren starb.
Sie wurde in verschiedenen Lexika und weiteren Werken erinnert.

## Werke (Auswahl)
Sie übersetzte Texte für Zeitungen und Zeitschriften aus dem Englischen, Französischen und Polnischen als H. B., sowie später Bücher aus dem Schwedischen, Dänischen und Englischen als Henny Bock-Neumann. Am bekanntesten wurden Romane der schwedischen Nobelpreisträgerin Selma Lagerlöf, von denen einige bis in die Gegenwart neu aufgelegt wurden.
Aus dem Schwedischen
- Fredrik Wilhelm Scholander, Das geheimnisvolle Haus, in Aus fremden Zungen, 1905
- Amanda Kerfstedt, Per und die Prinzessin, in Aus fremden Zungen, 1906
- Gabriele Ringertz, Opferfeuer, Roman, Schuster & Loeffler, Berlin, 1907
- Ellen Wester, An den Gewissen des Todes, in Aus fremden Zungen, 1908

- Frida Stéenhoff: Die reglementierte Prostitution vom feministischen Gesichtspunkte, Dietrich, Gautzsch bei Leipzig, 1908
- Gustav Esmann, Drei Kammerspiele, Vita, Charlottenburg, 1908
- Gustav Esman, Weltkinder. Geschichten aus dem nordischen Paris, Vita, Charlottenburg, 1910
- Wilma Lindhé, Elsa Wang, Hillger, Berlin, 1911
- Selma Lagerlöf, Christuslegenden, Ullstein, Berlin, 1914, digitalisiert
- Selma Lagerlöf, Gösta Berling, Th. Knaur, Berlin, 1922, mehrere Neuauflagen, digitalisiert
- Ellen Wester, Ine-Mine-Lisbet und Tante Sofia-Regina oder Der Liebe Technik und ihr Wert , Weltgeist, Berlin, 1927
- Selma Lagerlöf, Jerusalem, Roman, Hillger, Berlin 1929
- Victor Rydberg, Erbe aus dem Chaos, in Sozialistische Monatshefte, 1931

Aus dem Dänischen
- Jens Peter Jacobsen, Niels Lyhne, Schreiter, Berlin, 1910, mehrere Neuauflagen bis mindestens 1924

Aus dem Englischen
- William John Locke, Der sittenstrenge Sir Marcus (The Morals of Marcus). Lustspiel in vier Akten, Bühnen-Verlag A.F.A., Charlottenburg, 1911

Aus dem Polnischen
- Marian Gawalewicz, Ein weiblicher Othello und andere Geschichten, Hillger, Berlin, 1904, Kürschners Bücherschatz